# Crazy Heart
Crazy Heart is een Amerikaanse film uit 2009, geschreven en geregisseerd door Scott Cooper en gebaseerd op de gelijknamige roman van Thomas Cobb. Acteurs Jeff Bridges, Colin Farrell en Robert Duvall zingen ook in de film.
De film won twee Academy Awards: Jeff Bridges kreeg de Oscar voor beste acteur en T-Bone Burnett en Ryan Bingham werden bedankt met de Oscar voor beste originele nummer.

## Verhaal
Otis 'Bad' Blake is een 57-jarige country-zanger op zijn retour. Hij verdient nog amper de kost met optredens in bars en kleine zalen in het zuidwesten van de Verenigde Staten. Hij begint een relatie met de jonge journaliste Jean maar zijn drankzucht maakt het niet gemakkelijk.

## Rolverdeling
| Acteur            | Personage                                           |
| ----------------- | --------------------------------------------------- |
| Jeff Bridges      | Otis 'Bad' Blake                                    |
| Maggie Gyllenhaal | Jean Craddock, de journaliste                       |
| Colin Farrell     | Tommy Sweet, de succesvolle countryzanger           |
| Robert Duvall     | Wayne Kramer, de oude vriend van Bad                |
| Paul Herman       | Jack Greene, de impresario van Bad                  |
| Jack Nation       | Buddy, het zoontje van Jean                         |
| Rick Dial         | de pianospeler en de oom van Jean                   |
| Beth Grant        | Jo Ann, een oudere fan                              |
| Debrianna Mansini | Ann, een fan                                        |
| James Keane       | de manager                                          |
| Tom Bower         | Bill Wilson, de winkelier en fan van het eerste uur |